# 플래그드 리비전스
플래그드 리비전스(Flagged Revisions) 또는 플래그드렙스(FlaggedRevs)는 위키 페이지의 편집 내용을 조정할 수 있는 미디어위키 소프트웨어의 확장 소프트웨어이다. 이는 위키백과 및 해당 서버에서 호스팅되는 유사한 위키에서 사용하기 위해 위키미디어 재단에서 개발되었다. 이 용어는 활성화된 확장 프로그램의 운영과 관련된 편집 정책에도 사용되기도 한다.